# 生命交響楽
「生命交響楽」（せいめいこうきょうかく）は、1996年2月21日にリリースされた原田真二通算29作目のシングル。

## 解説
様々な分野で活躍する著名人の「生きていることの素晴らしさ」をテーマとした人物像を描くドキュメンタリー番組、TBS「いのちの響 生命交響楽」主題歌を担当。そのテーマ曲をシングル化したのが「生命交響楽」（番組監督は龍村仁）。C/Wは八王子市立下柚木小学校の校歌として作られた曲をCD化。

## 収録曲
- 全作詞・作曲・編曲：原田真二

1. 生命交響楽　（3分32秒）
2. 下柚木の丘はいつだって　（2分58秒）
  - 八王子市立下柚木小学校の校歌
3. 生命交響楽 （カラオケ）
4. 下柚木の丘はいつだって （カラオケ）

## 関連収録作品
2005年 GOLDEN☆BEST 原田真二 1992-1996 SHINE THE LIGHT COLLECTION